# Scunthorpe United FC
Scunthorpe United FC är en engelsk professionell fotbollsklubb i Scunthorpe, grundad 1899. Hemmamatcherna spelas på Glanford Park. Smeknamnet är The Iron. Klubben spelar sedan säsongen 2023/2024 i National League North.

## Historia

Klubbens ligaplaceringar från och med 1950.

Scunthorpe United blev medlemmar i The Football League 1950, och säsongen 1961/62 nådde man sin högsta placering hittills i det engelska ligasystemet när man blev fyra i näst högsta divisionen Second Division. Annars har man för det mesta hållit till i fjärdedivisionen (nuvarande League Two).

## Berömda spelare
Kevin Keegan och Ray Clemence började sina fotbollskarriärer i klubben.

## Meriter

### Liga
- The Championship eller motsvarande (nivå 2): Fyra 1961/62 (högsta ligaplacering)
- League One eller motsvarande (nivå 3): Mästare 1957/58 (North), 2006/07; Playoffvinnare 2008/09
- League Two eller motsvarande (nivå 4): Tvåa och uppflyttade 2004/05, 2013/14; Fyra och uppflyttade 1971/72, 1982/83; Playoffvinnare 1998/99